# ジャンプ・イン!
『ジャンプ・イン!』（Jump In!）は、2007年にアメリカ合衆国のディズニー・チャンネルで放送されたテレビ映画。（ディズニー・チャンネル・オリジナル・ムービー）日本では2007年5月19日に放送。コービン・ブルー、キキ・パーマー主演。

## あらすじ
ボクサー一家に生まれた少年・イジーは父親からボクサーになることを期待されていたが、イジー自身にはほかにもやりたいことがあった。

## キャスト
- コービン・ブルー - イジー・ダニエルズ
- キキ・パーマー - メアリー・トーマス
- デヴィッド・ライヴァーズ - ケネス・ダニエルズ
- シャニカ・ノウルズ - ショーナ・ルイス
- ライヴァン・グリーン - キーシャ・レイ
- カイリー・ラッセル - カレン・ダニエルズ
- ミカ・ウィリアムズ

### 吹き替え
- イジー・ダニエルズ：関智一
- ショーナ：松浦チエ